# المزار الشمالي
المزار الشمالي هي مدينة في لواء المزار الشمالي وهي مركز اللواء التابع لمحافظة إربد. تعد من أكبر بلدات اللواء مساحة وسكانا. بلغ عدد سكانها 21201 نسمة حسب إحصاء 2015.